# Гусев, Алексей Олегович
Алексе́й Оле́гович Гу́сев (укр. Олексій Олегович Гусєв; 16 марта 2005, Киев) — украинский футболист, защитник киевского «Динамо» и молодёжной сборной Украины. Выступает на правах аренды за клуб «Кудровка».

## Клубная карьера
Родился в Киеве, воспитанник академии столичного «Динамо». В составе клуба с 2018 по 2022 год выступал в ДЮФЛУ. В преддверии старта сезона 2022/23 переведён в юношескую команду «Динамо». Впервые в заявку первой команды киевлян попал 4 мая 2023 года на победный (2:1) выездной поединок 24-го тура Премьер-лиги Украины против полтавской «Ворсклы». Алексей просидел все 90 минут на скамейке запасных. В следующем сезоне также играл за юношескую команду киевлян, а также однажды попадал в заявку первой команды на матч Премьер-лиги.
1 августа 2024 года отправился в годовую аренду в «Зарю». Впервые в заявку первой команды луганчан попал 4 августа 2024 года в победном (2:1) домашнем поединке 1-го тура Премьер-лиги Украины против петровского «Ингульца». Алексей просидел все 90 минут на скамейке запасных. На профессиональном уровне дебютировал 21 августа 2024 года в победном (4:1) выездном поединке третьего раунда кубка Украины против савинцевской «Олимпии». Гусев вышел на поле в стартовом составе и отыграл весь матч.

## Карьера в сборной
В футболке юношеской сборной Украины (U-17) дебютировал 26 августа 2021 года в победном (4:0) домашнем товарищеском матче против сверстников из Армении. Алексей вышел на поле в стартовом составе, на 9-й минуте отличился голом, а на 89-й минуте его заменил Степан Лысенко. Всего в сборной U-17 сыграл в 4 товарищеских матчах (1 гол) и в 6 поединках квалификации юношеского (U-17) чемпионата Европы (4 гола).
В составе юношеской сборной Украины (U-19) дебютировал 10 октября 2023 года в проигранном (2:4) выездном товарищеском поединке против юношеской сборной Южной Кореи (U-19). Гусев вышел на поле в стартовом составе и отыграл весь матч. В общей сложности провёл 11 поединков за команду U-19.
Вызывается также в молодёжную сборную Украины.

## Семья
Сын украинского футболиста Олега Гусева